# St. Kassian
St. Kassian (ladinisch San Ćiascian, italienisch San Cassiano) ist ein zur Gemeinde Abtei (Badia) gehörender Ort in Südtirol bzw. Ladinien. Das rund 900 Einwohner zählende St. Kassian liegt am Fuße der imposanten Felswände des Piz Cunturines, des Piz Lavarela, des Settsass und des Lagazuoi in den Dolomiten.

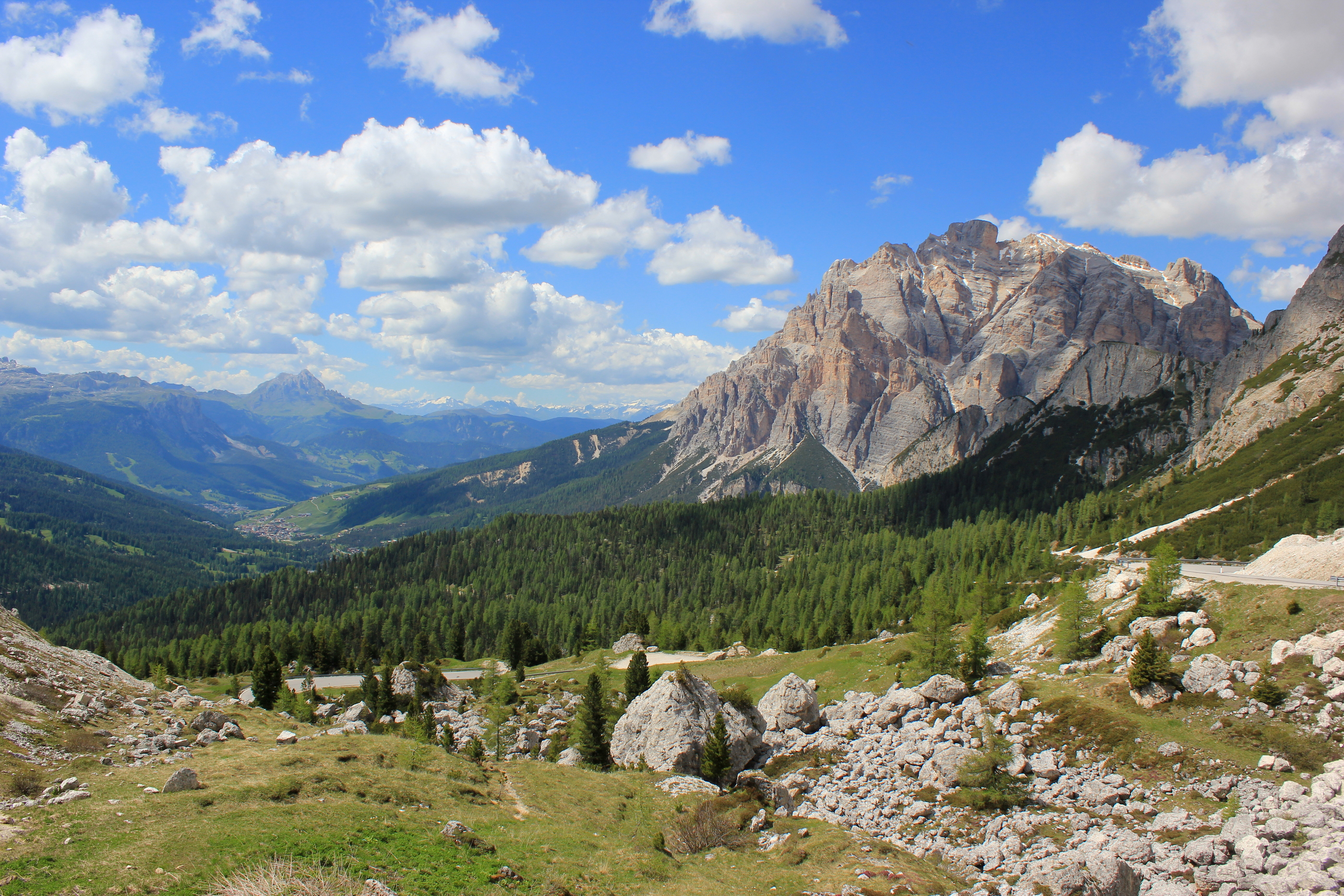
Blick vom Valparolapass nach St. Kassian

Der 1537 m hoch im südöstlichen Seitenast des hinteren Gadertals gelegene Ort ist seit dem Aufkommen des Tourismus in den 1960er Jahren sowohl im Sommer als auch im Winter als Teil der Ferienregion Alta Badia ein beliebtes Urlaubsziel.

## Geschichte
Bevor St. Kassian dauerhaft besiedelt wurde, nutzte man das Gebiet ausschließlich als Weide für das Vieh (= armenc), wodurch die Bezeichnung Armuntarora-Armentarola (Ortsteil von St. Kassian in Richtung Valparolapass) entstand. Seinen Namen erhielt St. Kassian schließlich vom Heiligen Kassian, dem die Kirche im Ort geweiht ist. Im Jahre 1296 wurden dann zum ersten Mal Namen von einzelnen Höfen in St. Kassian erwähnt.

## Bildung
In St. Kassian gibt es eine Grundschule für die ladinische Sprachgruppe.

## Sehenswertes

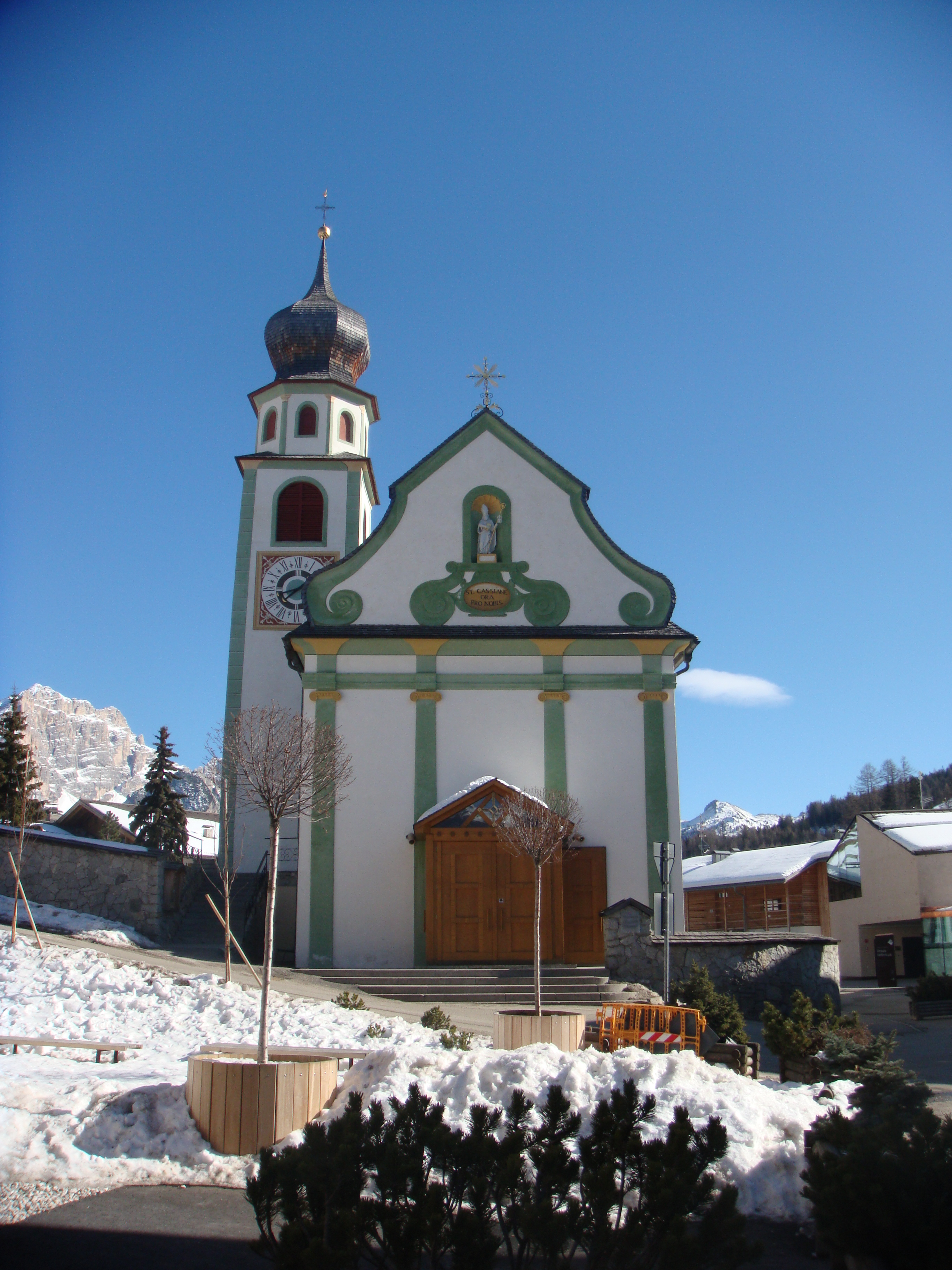
Kirche St. Kassian

- Kirche St. Kassian: Im Jahr 1782 errichtet, Hauptaltar mit Gemälde des Künstlers Carl Henrici aus Schlesien, auf welchem das Martyrium des Heiligen Kassian dargestellt ist.
- Museum Ladin Ursus ladinicus: Das Ladinische Museum eröffnete 2011 in St. Kassian einen zweiten Sitz, der sich vornehmlich mit dem spektakulären Fund der Überreste eines Höhlenbären am 23. September 1987 durch den Hotelier Willy Costamoling beschäftigt. Das Alter der Überreste dieser Bärenart, die in einer Höhle am Piz Cunturines gefunden wurden, wird von Wissenschaftlern auf über 9000 Jahre geschätzt. Einige Forscher leiteten aus den Funden ab, dass die verschiedenen Eiszeiten in den Alpen in kürzeren Abständen aufgetreten sein könnten, als man bisher vermutete. Zudem bietet das kleine Museum Einblicke in die Geologie der Dolomiten.

## Tourismus
Für ca. 2/3 der fast ausschließlich ladinischsprachigen Bevölkerung stellt der Tourismus seither die Haupteinnahmequelle dar. Der Ort verfügt bei 127 Hotel- und Pensionsbetrieben über eine Bettenkapazität von insgesamt 4.044 Betten.
In St. Kassian befindet sich mit dem Restaurant St. Hubertus (Küchenchef Norbert Niederkofler) das erste und bislang einzige Restaurant in Südtirol mit drei Sternen im Guide Michelin. Die Höchstwertung erfolgte erstmals im Guide Michelin Italia 2018 (erschienen im November 2017).